# Mănăstirea Vărzărești (Republica Moldova)
Mănăstirea Vărzărești este o mănăstire de călugărițe din Republica Moldova.